# Lisa Nilsson
Lisa Nilsson (født 13. august 1970 i Tyresö, Stockholm) er en svensk sangerinde, der i 2001 sang soundtracket til En kort en lang. Hun har også deltaget som sangerinde i filmen Inkasso fra 2004 med sangen "Himlen runt hörnet".

## Diskografi
- 1989 – Lean On Love
- 1991 – Indestructible
- 1992 – Himlen runt hörnet
- 1995 – Ticket to Heaven (eng. version af Himlen runt hörnet)
- 1995 – Till Morelia
- 2000 – Viva
- 2001 – Små rum
- 2003 – Samlade sånger 1992-2003
- 2006 – Hotel Vermont 609
- 2013 – Sånger om oss (Release 25. september 2013)
- 2025 - Uteblivna vi

## Filmografi
- Fakiren fra Bilbao (2004)
- Gud taler ud (2017)